# Matthias Ambros
Matthias Ambros (* 24. Juli 1979 in Freyung) ist ein deutscher römisch-katholischer Geistlicher und Untersekretär des Dikasteriums für Kultur und Bildung der Römischen Kurie.

## Leben
Matthias Ambros wuchs in Mauth auf und absolvierte nach seinem Realschulabschluss eine Ausbildung zum Verwaltungswirt beim Landkreis Freyung-Grafenau. 2002 legte er am Gymnasium St. Joseph am Kloster Fockenfeld (Bistum Regensburg) sein Abitur ab und studierte Theologie in Passau sowie am Pontificium Collegium Germanicum et Hungaricum de Urbe und an der Päpstlichen Universität Gregoriana in Rom. Von 2008 bis 2009 war er Diakon im Pfarrverband Arnstorf. Am 10. Oktober 2009 empfing er in Rom die Priesterweihe für das Bistum Passau. Er war in der Priesterausbildung als Subregens des Priesterseminars in Regensburg sowie in der Seelsorge im Pfarrverband Grafenau tätig. An der Gregoriana absolvierte er ein Doktoratsstudium des Kanonischen Rechts mit Abschluss zum Dr. iur. can.
2016 wurde er von Papst Franziskus an die Römische Kurie berufen. Er war bis 2019 als Referent für deutschsprachige Hochschulangelegenheiten im Dikasterium für die Kultur und die Bildung und später am Obersten Gerichtshof, der Apostolischen Signatur tätig. 2023 wurde er zum zweiten Kirchenanwalt (Promotor iustitiae substitutus) an der Apostolischen Signatur ernannt. Zudem war er Konsultor des Dikasteriums für Kultur und Bildung und Mitglied der Sonderkommission für Eheauflösungsverfahren in «favorem fidei» des Dikasteriums für die Glaubenslehre. Seit 2020 hat er einen Lehrauftrag an der Fakultät für Kanonisches Recht der Universität Gregoriana, wobei er sich mit Themen der kirchlichen Verwaltungsgerichtsbarkeit, des kanonischen Verwaltungsrechts sowie des Prozessrechts als Forschungsschwerpunkt befasst. 2023 erfolgte durch Papst Franziskus die Ernennung zum Kaplan Seiner Heiligkeit (Monsignore).
Am 31. Januar 2024 erfolgte durch Papst Franziskus die Ernennung zum Untersekretär des Dikasteriums für Kultur und Bildung, das weltweit circa 250.000 katholische Schulen, 1.200 Universitäten und kirchliche Fakultäten beaufsichtigt.
Seit 2019 ist Matthias Ambros Mitglied der Erzbruderschaft des Campo Santo Teutonico innerhalb des Vatikans. Zudem ist er Mitglied des Römischen Instituts der Görres-Gesellschaft (RIGG).

## Schriften
- Verwaltungsbeschwerde und Verwaltungsgerichtsbarkeit. Die Effizienz des kirchlichen Rechtsschutzes gemessen an einem Passauer Patronatsstreit (Kirchen- und Staatskirchenrecht KStKR), Ferdinand Schöningh 2016, ISBN 978-3-506-78397-4
- Kontrolle kirchlichen Verwaltungshandelns. Ein Beitrag zur Diskussion um die Errichtung von Verwaltungsgerichten auf Ebene der Bischofskonferenz, wbg Academic in Wissenschaftliche Buchgesellschaft (wbg) 2020, ISBN 978-3-534-40357-8